# 刀锋战士 (电影)
是一部於1998年上映的美國超級英雄電影，改編自漫威漫畫旗下的同名角色幽靈刺客。本片由史蒂芬·諾瑞頓執導，大衛·S·高耶撰寫劇本，並由衛斯里·史奈普、克里斯·克里斯托佛森、斯蒂芬·多爾夫等人主演，由衛斯里·史奈普飾演的刀锋战士由於其母親懷孕時被吸血鬼的血液污染子宮，因此是同時有人類和吸血鬼血統的半吸血鬼，但他自我認同為人類，保護人類不受吸血鬼的攻擊。
本片是「刀鋒戰士系列電影」的首部作品，之後有兩部續集《刀鋒戰士2》和《刀鋒戰士3》，兩部都由大衛·S·高耶編劇，而他也執導第三集。

## 演員
- 衛斯里·史奈普 飾 艾域·布魯克 / 幽靈刺客
- 娜布希·萊特（英语：N'Bushe Wright） 飾 Dr. Karen Jenson
- 斯蒂芬·多爾夫 飾 Deacon Frost（英语：Deacon Frost）
- 克里斯·克里斯托佛森 飾 Abraham Whistler（英语：Abraham Whistler）
- 唐納·羅格 飾 Quinn
- 烏多·基爾 飾 Gitano Dragonetti
- 莎娜·拉森（英语：Sanaa Lathan） 飾 Vanessa Brooks
- 雅怡·喬維亞（英语：Arly Jover） 飾 Mercury
- Kevin Patrick Walls 飾 Officer Krieger
- 提姆·吉尼 飾 Dr. Curtis Webb
- 特蕾西·勞玆（英语：Traci Lords） 飾 Racquel

## 製作
主體拍攝於1997年2月5日開始，於加利福尼亚州進行製作。

## 迴響

### 專業評價
爛番茄網站上對這部電影的新鮮度為54%，在93條專業評論中，50條專業評論贊同，43條專業評論反對，平均分為5.7/10 ，觀眾的評價則是78%，比起專業評價，這部電影似乎比較受到觀眾的青睞。

### 分級
由於片中的血腥橋段，在美國就被分為R級；台灣被分為限制級；香港被分為青少年及兒童不宜（IIB）。

## 外部連結
- 互联网电影数据库（IMDb）上《刀锋战士》的资料（英文）
- AllMovie上《刀锋战士》的资料（英文）
- Box Office Mojo上《刀锋战士》的資料（英文）
- 爛番茄上《刀锋战士》的資料（英文）
- Metacritic上《刀锋战士》的資料（英文）